# Pardosa nanyuensis
Pardosa nanyuensis là một loài nhện trong họ Lycosidae.
Loài này thuộc chi Pardosa. Pardosa nanyuensis được Chang-Min Yin et al miêu tả năm 1995..